# Batagajka
Batagajka je jeden kilometr dlouhá a téměř sto metrů hluboká sníženina, která vznikla propadáním povrchu v důsledku tání permafrostu. Útvar je často označován jako kráter, nemá však pravidelný kruhový tvar. Nachází se 10 km jihovýchodně od města Batagaj v ruské republice Sacha (Jakutsko).

## Vznik
Takzvaný kráter se začal tvořit v roce 1960 poté, co byl v oblasti vykácen les. Tím byl přímému slunečnímu záření vystaven permafrost a trvale zmrzlá půda se začala rozmrazovat. Povrch se od té doby propadá a dochází k odkrývání vrstev půdy starých až 200 000 let. Proces propadání urychlily záplavy v roce 2008, kdy se velikost trhliny dvojnásobně zvětšila. Od té doby půda poklesne každý rok asi o 15 metrů.

## Klimatologický výzkum
Odkrytí podzemních vrstev v propadlině umožnilo výzkum klimatických změn v oblasti. Odkryté vrstvy půdy dosahují stáří až 200 000 let. Díky permafrostu se také výborně uchoval organický materiál. Z odebraných vzorků tak lze například zjistit, jaký druh lesů a rostlin v této oblasti dříve rostl i jaký druh půdy tady převládal. Byly tu také nalezeny kosterní pozůstatky bizona, mamutů, koní, losů a sobů.

## Pověsti
Kráter budí v místních lidech strach. Jakutci Batagajku považují za bránu do podsvětí. Vedou je k tomu dunivé zvuky, které z propasti vycházejí. Pravděpodobně jsou to však jen údery hroutící se půdy.